# Martin Kukučín
Matej Bencúr, més conegut pel seu pseudònim Martin Kukučín, (Jasenová, 17 de maig de 1860 - Pakrac, 21 de maig de 1928) fou un novel·lista, dramaturg i publicista eslovac, representant notable del realisme literari eslovac, i és considerat un dels fundadors de la prosa eslovaca moderna.

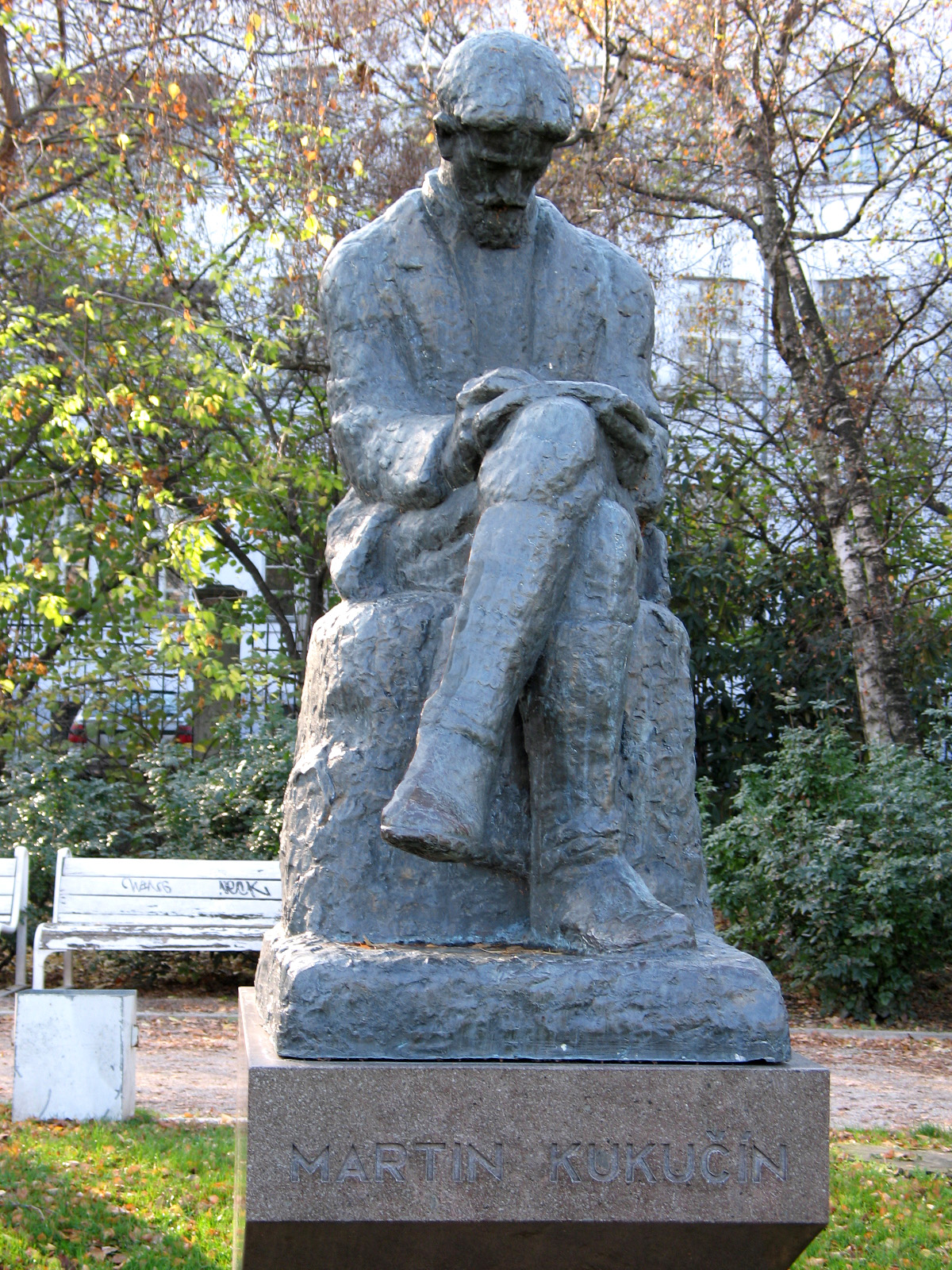
Estàtua de Martin Kukučín en un jardí de Bratislava
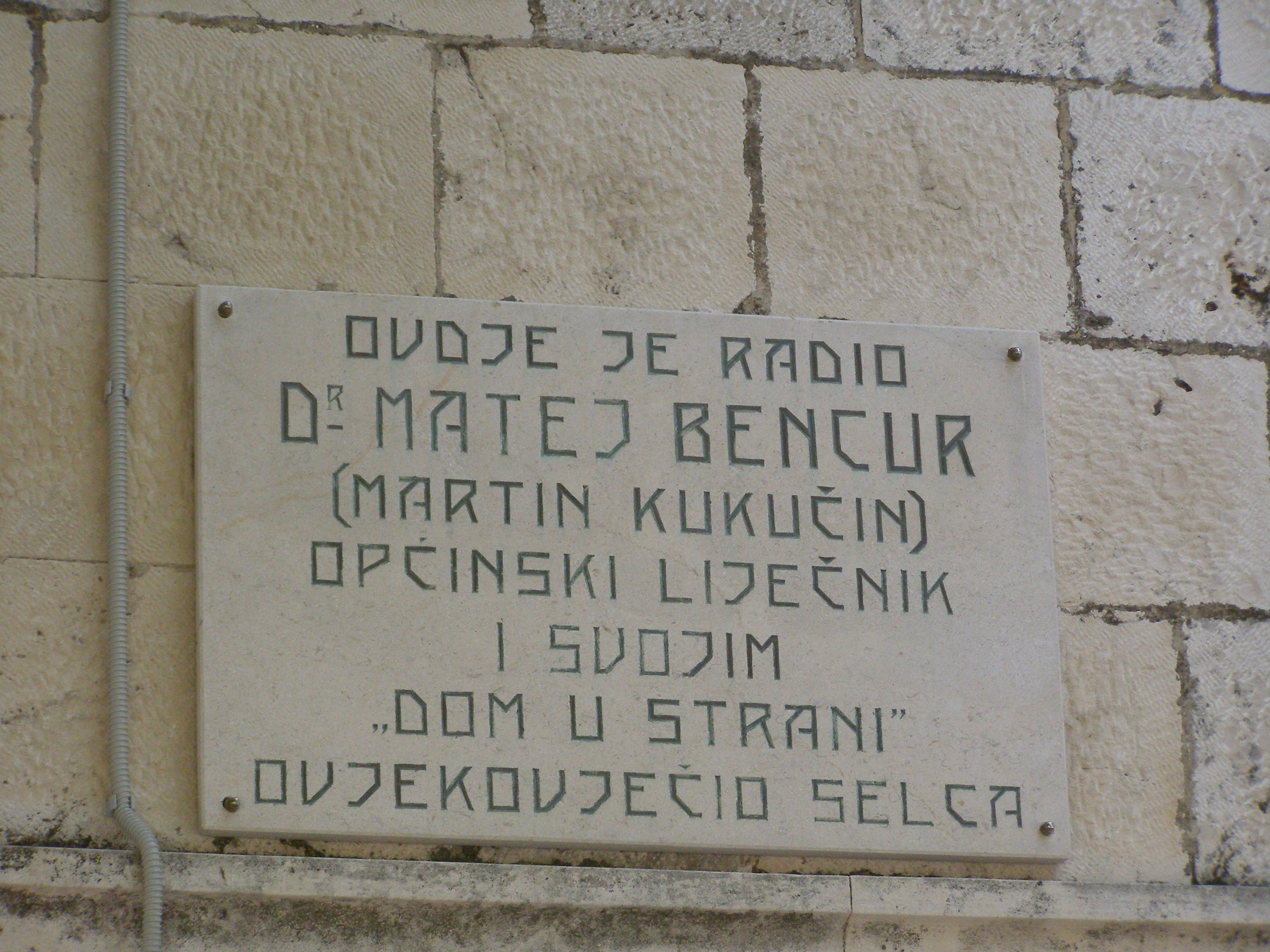
Placa commemorativa a Selca, Croàcia

Nasqué al si d'una família camperola, fill de Ján Bencúr Juriš i Zuzana Pašková. S'educà a les escoles de Revúca, Martin, Banská Bystrica, Kežmarok i Sopron. Tot i que volia estudiar a la facultat teològica de Bratislava, a causa de l'atmosfera anti-eslovaca que prevalia en aquell moment, escollí estudiar medecina a Praga. Després de graduar-se i d'acabar el seu internat a Bratislava, Innsbruck i Viena, intentà sense èxit trobar feina a Eslovàquia. Començà a treballar com a doctor el 1893 a la vila de Selca, a l'illa de Brač (Croàcia), on era també un membre actiu de la societat cultural Hrvatski Sastanak. El 1896-1897 intentà, també sense èxit, tornar a Eslovàquia. El 1904 es casà amb Perica Didolić, amb qui s'anà el 1908 a Amèrica del Sud, a Punta Arenas (Xile), on hi havia una comunitat prou gran d'emigrants croats. Durant els anys 1922-1924 visqué de nou a Eslovàquia (aleshores Txecoslovàquia), i després es traslladà a Croàcia del 1924 al 1925, breument a Xile el 1925. El 1926 finalment s'instal·là a Lipik, una ciutat de l'aleshores Iugoslàvia, on morí el 1928

## Obres
Prosa
- 1883 - Na hradskej ceste
- 1885 - Rysavá jalovica
- 1886 - Neprebudený
- 1890 - Báčik z Chocholova umrie
- 1891 - Podkonickom bále
- 1892 - Koniec un začiatok
- 1892 - Dve cesty
- 1893 - Dies irae
- 1898 -  V Dalmácii un Čiernej Hore, narració d'un viatge
- 1899 - Hody
- 1911/1912 - Dom v stráni, la novel·la té lloc a Brač
- 1922 - Črty z más ciest. Prechádzky po Patagónii, narració d'un viatge
- 1922 - Mladé letá, memòries sobre els seus anys d'estudiant
- 1926 - Mať volá, novel·la sobre emigrants croates a Xile
- 1929 - Bohumil Valizlosť Zábor, novel·la històrica
- 1929 - Lukáš Blahosej Krasoň, novel·la històrica
- 1930 - Košútky. Klbká. Rozmarínový mládnik
- Tratí de Čas - čas platí
- Máje, poviedka
- Pán majster Obšíval
- Na jarmok
- Na Ondreja,
- Hajtman, poviedka
- Obecné trampoty
- Z teplého hniezda
- Veľkou lyžicou
- Panský hájnik
- O Michale
- Na svitaní
- Ako sa kopú poklady
- Pozor na čižmy
- Sviatočné dumy
- Tri roje cez deň
- Svadba
- Parník
- Štedrý deň

Drama
- 1907 - Komasácia
- 1922 - Bacuchovie dvor
- 1924 - Obeta